# Ряды Эйзенштейна
Ряды Эйзенштейна, названные в честь немецкого математика Фердинанда Эйзенштейна — специальные простые примеры модулярных форм, задаваемые как сумма явно выписываемого ряда.

## Определение
Ряд Эйзенштейна {\displaystyle G_{2k}} веса {\displaystyle 2k} — функция, определённая на верхней полуплоскости {\displaystyle \{Im(\tau )>0\}\subset \mathbb {C} } и заданная как сумма ряда
{\displaystyle G_{2k}(\tau )=\sum _{(m,n)\neq (0,0)}{\frac {1}{(m+n\tau )^{2k}}}.}
Этот ряд абсолютно сходится к голоморфной функции переменной {\displaystyle \tau }.

## Свойства

### Модулярность
Ряд Эйзенштейна задаёт модулярную форму веса {\displaystyle 2k}: для любых целых {\displaystyle a,b,c,d\in \mathbb {Z} } с {\displaystyle ad-bc=1} имеем
{\displaystyle G_{2k}\left({\frac {a\tau +b}{c\tau +d}}\right)=(c\tau +d)^{2k}G_{2k}(\tau ).}
Это следует из того, что ряд Эйзенштейна можно представить как функцию от порождённой 1 и τ решётки {\displaystyle \Gamma =\langle 1,\tau \rangle }, продолжив его на всё пространство решёток:
{\displaystyle G_{2k}(\Gamma )=\sum _{z\in \Gamma \setminus \{0\}}z^{-2k}.}
Тогда {\displaystyle G_{2k}(\lambda \Gamma )=\lambda ^{-2k}G_{2k}(\Gamma ).} Соотношение модулярности тогда соответствует переходу от базиса {\displaystyle \{\tau ,1\}} к базису {\displaystyle \{a\tau +b,c\tau +d\}} той же решётки (что не изменяет значения {\displaystyle G_{2k}(\Gamma )}) и нормированию второго элемента нового базиса на 1.

### Представление модулярных форм
Более того, как оказывается, любая модулярная форма (произвольного веса {\displaystyle 2m}) выражается как полином от {\displaystyle G_{4}} и {\displaystyle G_{6}}:
{\displaystyle f=\sum _{4k+6l=2m}a_{k}G_{4}^{k}G_{6}^{l}.}

### Связь с эллиптическими кривыми
{\displaystyle \wp }-функция Вейерштрасса эллиптической кривой {\displaystyle E=\mathbb {C} /\Gamma } раскладывается в ряд Лорана в нуле как 
{\displaystyle \wp _{E}(z)={\frac {1}{z^{2}}}+\sum _{k=1}^{\infty }(2k+1)G_{2k+2}(\Gamma )z^{2k}.}
В частности, модулярные инварианты кривой E равны 
{\displaystyle g_{2}=60G_{4},\quad g_{3}=140G_{6}.}